# Адамс, Джон Бертрам
Джон Бе́ртрам А́дамс (John Bertram Adams, 24 мая 1920 года, Кингстон-апон-Темс — 3 марта 1984 года, Женева) — английский физик.
Член Лондонского королевского общества (1963), иностранный член Академии наук СССР (1982).

## Биография
Джон Бертрам Адамс 24 мая 1920 года родился в графстве Суррей (Англия). Окончил Элтам колледж в Лондоне. Во время Второй мировой войны работал в радарной лаборатории Министерства авиационной промышленности. После окончания войны, в 1945—1953 годах, Адамс трудился в Атомном центре в Харуэлле. Затем переехал в Швейцарию, в европейскую ядерную лабораторию ЦЕРН, где был директором отдела (1954—1960), а затем директором протонного синхротрона (1960—1961). Вернувшись в Англию, занимал пост директора лаборатории Калэм в городке Абингдоне около Оксфорда (1960—1967). С 1969 — вновь работает в ЦЕРНе, возглавляет Лабораторию II. В 1971 году стал одним из генеральных директоров ЦЕРНа (в 1971—1975 гг. совместно с В. Ентчке, в 1976—1980 гг. — с Л.Ван Ховом), в 1980 году его сменил Хервиг Шоппер.

## Научная деятельность
Адамс известен исследованиями в области физики и техники ускорителей, ядерного синтеза, физики плазмы. Он участвовал в проектировании и создании ускорителей на сверхвысокие энергии, в частности руководил разработкой и постройкой протонных синхротронов PS на 28 ГэВ, и SPS на 400 ГэВ, вступивших в строй в ЦЕРНе в 1959 и 1976 соответственно.

## Награды и признание
- 1960 — Премия Рентгена[нем.]
- 1961 — Медаль и премия Дадделла
- 1963 — Кельвиновская лекция
- 1965 — Медаль и премия Гутри
- 1972 — Медаль Леверхалма, «For his many distinguished work in development of particle accelerators, and plasma physics»
- 1977 — Медаль Фарадея
- 1977 — Королевская медаль, «In recognition of his outstanding contributions to the design and operation of high-energy particle accelerators»
- 1981 — Рыцарь-командор Ордена Британской империи